# Phénomènes paranormaux
Pour l’article homonyme, voir paranormal sur les phénomènes non expliqués scientifiquement.
Pour plus de détails, voir Fiche technique et Distribution.
Phénomènes paranormaux ou Le Quatrième Type au Québec (The Fourth Kind) est un thriller et un film de science-fiction américano-britannique réalisé par Olatunde Osunsanmi sorti en 2009, avec Milla Jovovich dans le rôle principal. Le titre original est une référence à la classification de Hynek relative aux rencontres d'ovni : dans laquelle le 4e type correspond à un enlèvement par des entités extraterrestres.
En quelque sorte dans la lignée de Paranormal Activity, le film, qui est une fiction, se présente comme l'adaptation d'événements réels. Dès le début du film, Milla Jovovich affirme que certaines scènes peuvent s'avérer dérangeantes, et tout au long de l'histoire sont présentées de prétendues preuves telles que des enregistrements audio ou vidéo. Il s'agit en fait de scènes tournées à la manière d'un faux documentaire.

## Synopsis
Dans la ville de Nome, située en Alaska, les habitants souffrent d'étranges visions et le Dr Abigail Tyler, psychologue, se pose des questions. En mettant ses patients sous hypnose, elle découvre qu'ils font tous le même cauchemar. Une terrible réalité s'impose bientôt à elle : la ville est le théâtre d'enlèvements extraterrestres.

## Fiche technique
- Titre original : The Fourth Kind
- Titre français : Phénomènes paranormaux
- Titre québécois : Le Quatrième Type
- Réalisation : Olatunde Osunsanmi
- Production : Universal Pictures, Gold Circle Films et Dead Crow Productions
- Scénario : Olatunde Osunsanmi et Terry Robbins
- Histoire :  Olatunde Osunsanmi
- Musique : Atli Örvarsson
- Langue : anglais, sumérien
- Format : couleur
- Ratio : 2.35 : 1 ; Cinemascope
- Son : Dolby Digital
- Pays d'origine :  États-Unis,  Royaume-Uni
- Genre : Science-fiction, thriller, fantastique
- Durée : 98 minutes
- Dates de sortie : 
  -  États-Unis  Royaume-Uni : 6 novembre 2009
  -  France : 28 juillet 2010
- Budget : ~ 10 000 000 $ US / 6 932 000 € (Estimation)
- Recettes :
  -  Mondial : ~ 47 709 193 $ US / 33 072 000 €
  -  États-Unis : ~ 25 486 040 $ US / 17 667 000 €
  -  France : ~ 171 307 entrées
- Film interdit aux moins de 12 ans lors de sa sortie en France.

## Distribution
Légende : VQ = Version québécoise
- Milla Jovovich (VF : Barbara Kelsch ; VQ : Élise Bertrand) : Dr. Abigail Tyler / elle-même (au tout début et à la fin du film pour les avertissements)
- Charlotte Milchard (VF : Veronique Augereau ; VQ : Julie Burroughs) : la « vraie » doctoresse Abigail Tyler d'après IMDb[4]
- Elias Koteas (VF : Jean-Luc Kayser ; VQ : Benoît Gouin version cinéma et Daniel Picard version DVD) : Abel Campos
- Will Patton (VF : Féodor Atkine ; VQ : Benoit Rousseau) : Shérif August
- Hakeem Kae-Kazim (VF : Gilles Morvan ; VQ : Guy Nadon version cinéma et Widemir Normil version DVD) : Awolowa Odusami
- Corey Johnson (VQ : Patrick Chouinard) : Tommy Fisher
- Enzo Cilenti (VQ : Yves Soutière) : Scott Stracinsky
- Eric Loren (VQ : Frédéric Paquet) : Shérif adjoint Ryan
- Mia McKenna-Bruce (VQ : Ludivine Reding) : Ashley Tyler
- Raphaël Coleman (VQ : Léo Caron) : Ronnie Tyler
- Daphne Alexander (VQ : Émilie Bibeau) : Theresa
- Alisha Seaton (VQ : Renée Cossette) : Cindy Stracinski
- Tyne Rafaeli (VQ : Mélanie Laberge) : Sarah Fisher
- Pavel Stefanov : Timothy Fisher
- Kiera McMaster : Joe Fisher
- Sara Houghton : Jessica
- Julian Vergov : Will Tyler
- Yoan Karamfilov : Ralph
- Valentin Ganev : habitant de Nome
- Vladimir Kolev : habitant de Nome
- Jay Glenn Sunberg : habitant de Nome
- Sylvia Loulcheva : habitante de Nome
- Olatunde Osunsanmi : lui-même (présenté en tant qu'intervieweur d'Abigail Tyler)

## Autour du film
- Le 12 novembre 2009, Universal Pictures a versé 20 000 dollars au Club de Presse d'Alaska, pour régler les plaintes liées aux faux articles et rubriques nécrologiques que le studio avait créés sur le net afin d'offrir au film une base d'évènements réels[réf. nécessaire].
- Contrairement à ce que certaines personnes peuvent penser vis-à-vis au titre du film, Phénomènes paranormaux n'a quasiment aucun lien avec Paranormal Activity car la traduction littérale du titre est "le 4ème type" .